# Helle Nielsen
Helle Nielsen (Brøndby, 20 de julio de 1981) es una deportista danesa que compitió en bádminton. Ganó una medalla de bronce en el Campeonato Europeo de Bádminton de 2008, en la prueba de dobles mixto

## Palmarés internacional
| Campeonato Europeo | Campeonato Europeo  | Campeonato Europeo | Campeonato Europeo |
| Año                | Lugar               | Medalla            | Prueba             |
| ------------------ | ------------------- | ------------------ | ------------------ |
| 2008               | Herning (Dinamarca) | Medalla de bronce  | Dobles mixto       |